# Stöckey
Stöckey – dzielnica gminy Sonnenstein w Niemczech, w kraju związkowym Turyngia, w powiecie Eichsfeld.
Do 30 listopada 2011 była to samodzielna gmina wchodząca w skład  wspólnoty administracyjnej Eichsfeld-Südharz.